# Castelo de Durham
O Castelo de Durham (em inglês:  Durham Castle) é um castelo normando localizado na cidade de Durham, no Condado com o mesmo nome, na Inglaterra, o qual tem sido totalmente ocupado, desde 1840, pela University College, Durham. O castelo ergue-se no topo de uma colina sobre o Rio Wear na península de Durham, de frente para a Catedral de Durham.
O castelo serviu de paço episcopal entre a sua fundação e meados do século XIX, quando deu lugar à universiade que o ocupa.
Em 1986, a UNESCO classificou o Castelo de Durham como Património Mundial da Humanidade, integrado no sítio chamado Catedral e Castelo de Durham.

## História

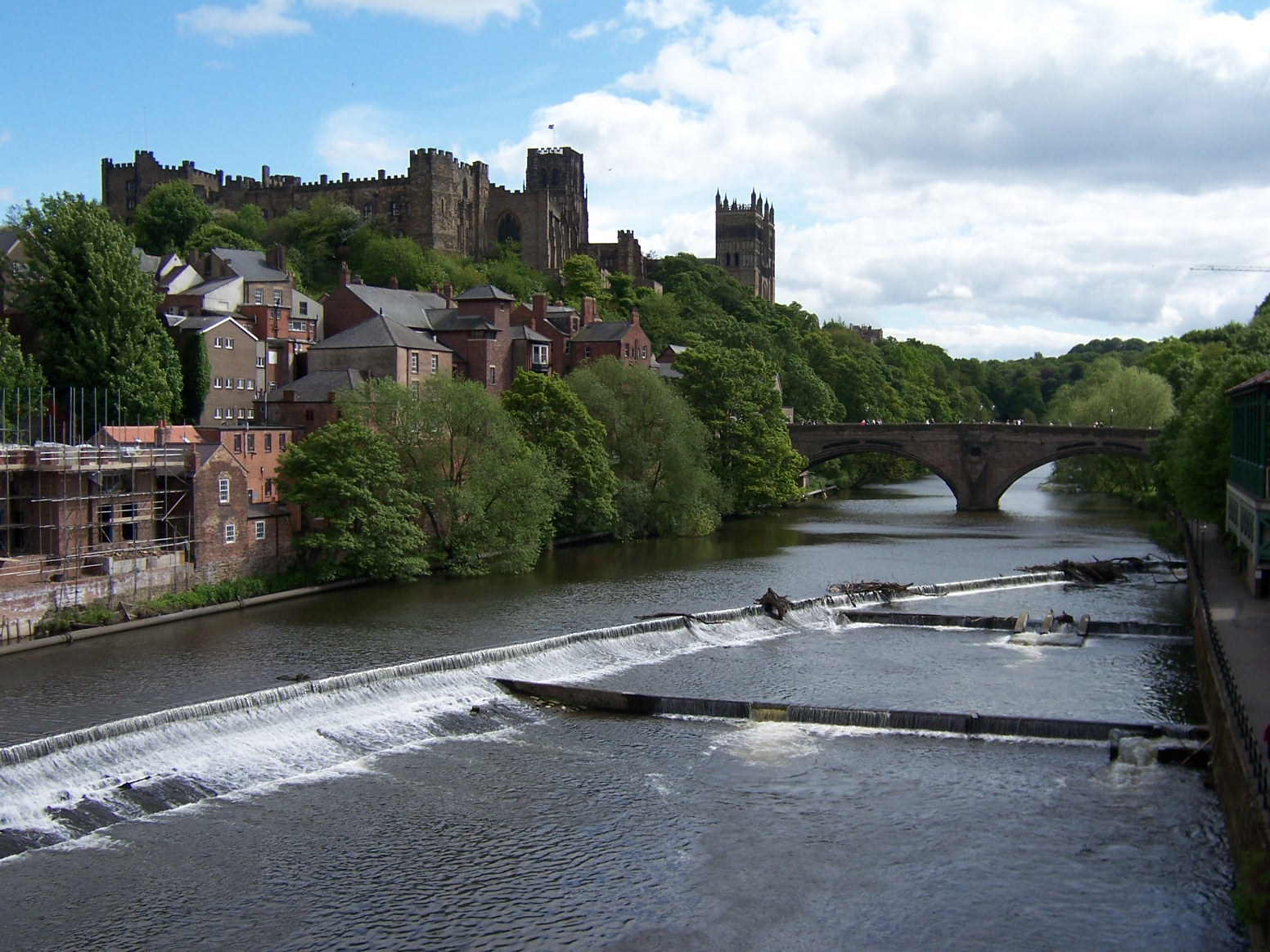
Vista do Castelo de Durham com a Catedral ao fundo.

O castelo foi originalmente construído no século XI como uma projecção do poder do rei normando no norte da Inglaterra, já que as populações desta região continuavam "selvagens e instáveis" depois da perturbação causada pela Invasão Normanda em 1066. É um excelente exemplo dos primeiros castelos conhecidos como "motte-and-bailey" favorecidos pelos normandos. O detentor do cargo de Bispo de Durham foi nomeado pelo Rei para exercer a autoridade Real em seu lugar: o castelo era a sua sede.
Permaneceu como Palácio dos Bispos de Durham até que estes fizeram da cidade de Bishop Auckland a sua residência principal, sendo o castelo convertido numa faculdade.
O castelo tinha uma vasta Grande Galeria, criada pelo Bispo Antony Bek no início do século XIV. Foi a maior das Grandes Galerias britânica até que o Bispo Richard Foxe a encurtou no final do século XV. No entanto, ainda tem 14 metros de altura e mais de 30 de comprimento.

## Capelas

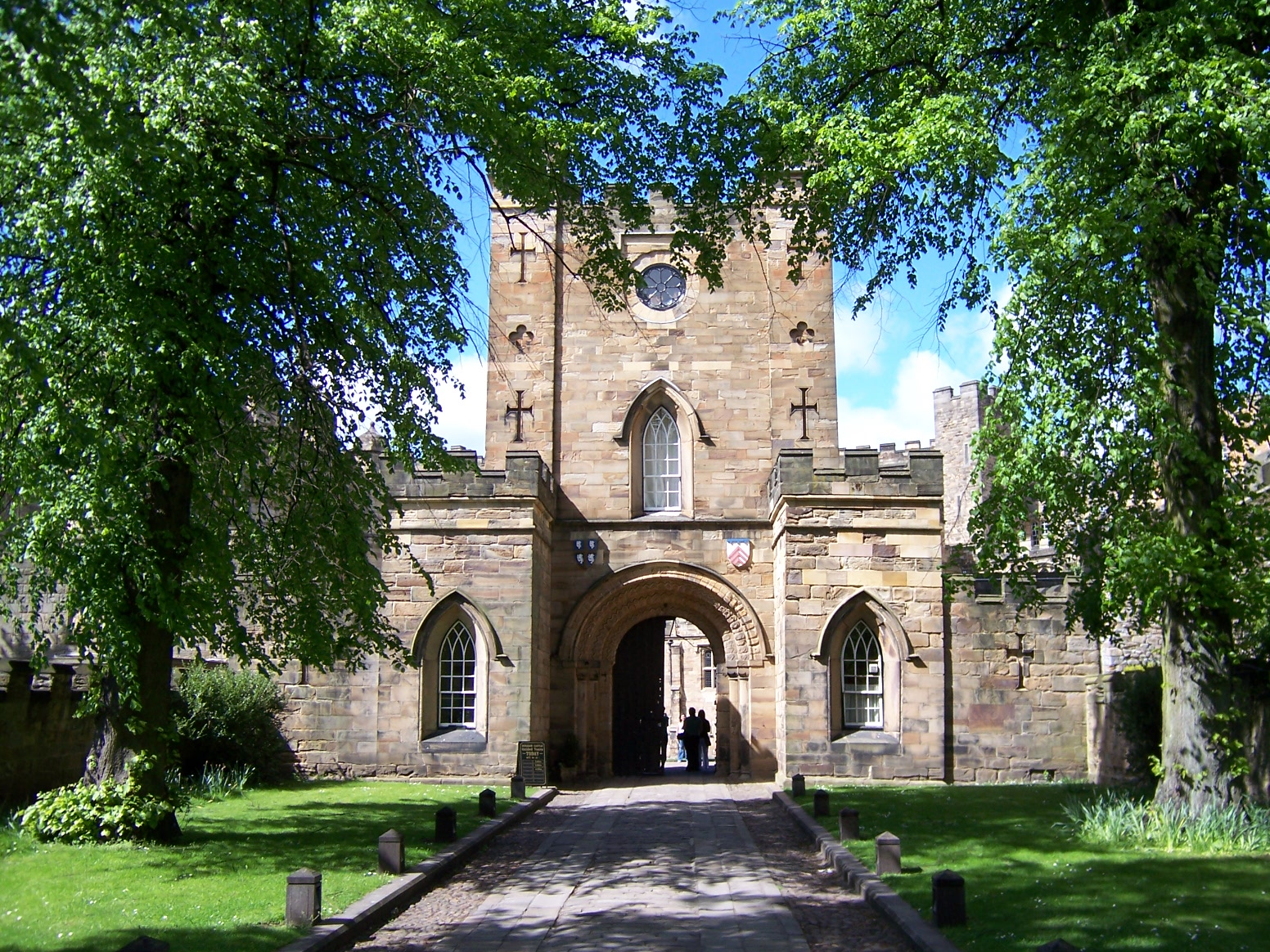
Portaria.

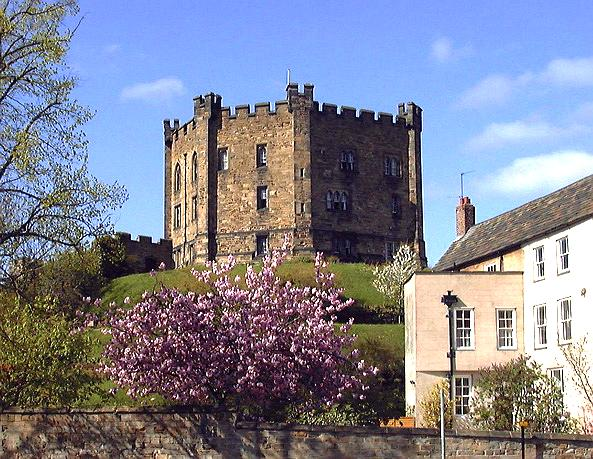
Torre de menagem.

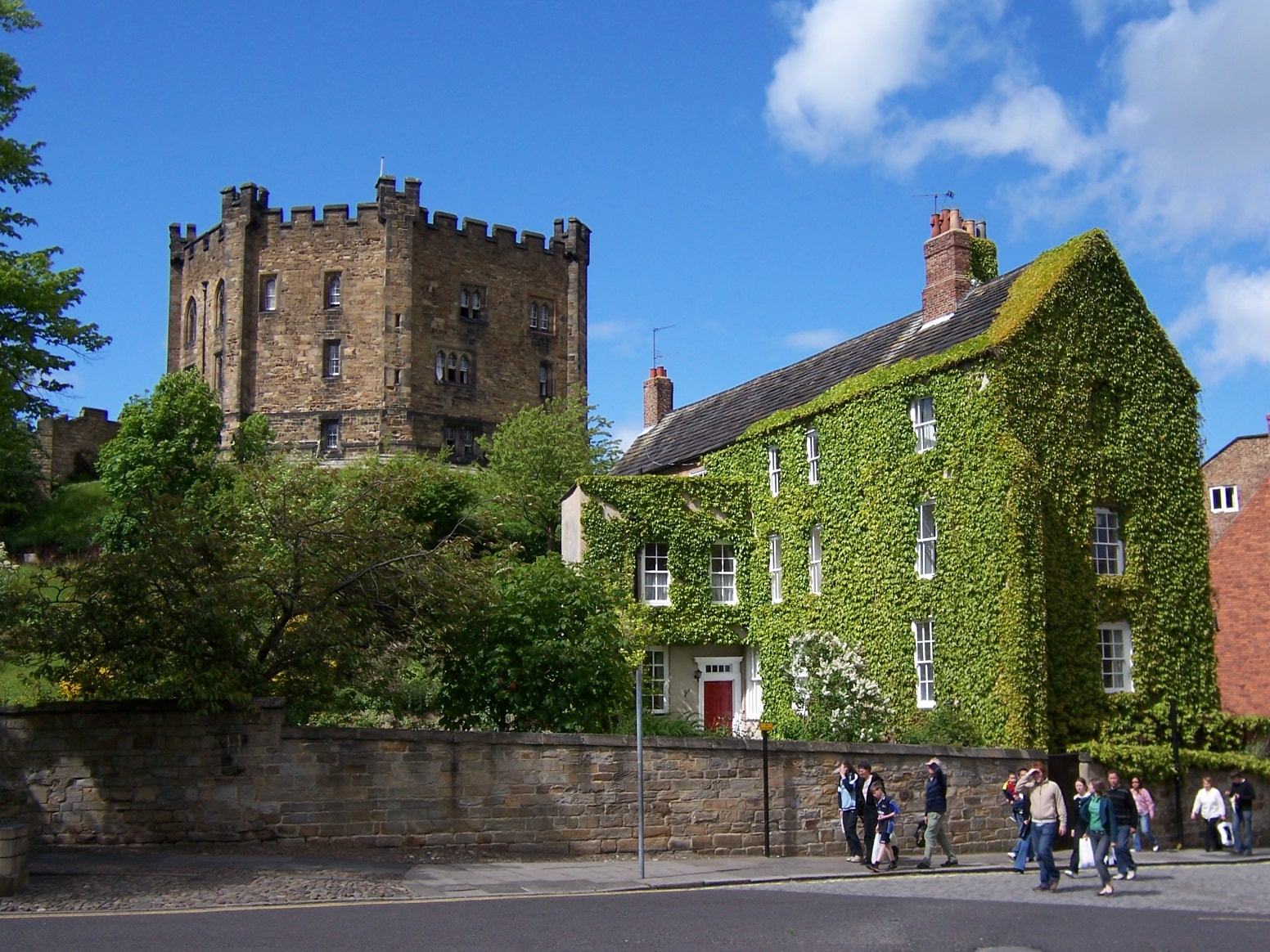
Vista traseira.

O Castelo de Durham dispõe de duas capelas: a "Capela Normanda", construída cerca de 1078, e a "Capela de São Cuteberto" ("Tunstall"), construída em 1540. A faculdade tem feito grande uso de ambas.
A Capela Normanda é a parte acessível mais antiga do castelo. A sua arquitectura é de natureza angla, possivelmente devido ao facto de ter sido usado trabalho forçado dos anglos para construí-la. No século XV, as suas três janelas foram bloqueadas devido à ampliação da torre de menagem. Caiu, assim, em desuso até 1841, quando foi utilizada como corredor, através do qual se acedia à torre de menagem. Durante a Segunda Guerra Mundial, era usada pela Royal Air Force como posto de observação e comando quando o seu uso original foi reconhecido. Foi re-consagrada pouco tempo depois do final da guerra e é utilizada até hoje para serviços religiosos semanais pela faculdade.
A Capela de Tunstall é bastante mais usada que a anterior, sendo um pouco maior. O Bispo Cosin e o Bispo Crewe ampliaram-na no século XVII. Nas traseiras da capela, alguns dos assentos são misericórdias do século XVI. Estes foram desenhados de forma que uma pessoa que permanecesse em pé por longos períodos pudesse descansar num parameito do assento melhorado.

## University College
Em 1837, o castelo foi doado à recém-formada Universidade de Durham, pelo Bispo Edward Maltby, para servir de alojamento de estudantes. Recebeu, então, o nome de University College. O arquitecto Anthony Salvin reconstruiu a delapidada torre de menagem segundo a sua planta original. Inaugurada em 1840, o castelo ainda aloja mais de cem estudantes, a maioria deles na torre de menagem.
Os estudantes e o pessoal da faculdade fazem as suas refeições na Grande Galeria do Bispo Bek.  Entretanto, a Grande Galeria subterrânea serve como sala de reunião para os estudantes, incluindo o seu bar - isto é, serve de principal sala comum para os estudantes universitários.  As duas capelas ainda são usadas, ambas para serviços religiosos e outros propósitos, tais como representações teatrais. Entre as restantes instalações disponíveis na faculdade incluem-se a biblioteca, os gabinetes e serviços informáticos. Durante as férias da universidade, a faculdade disponibiliza salas no castelo para conferências (geralmente académicas) e acomodações hoteleiras. O acesso do castelo ao público em geral é restringido a visitas guiadas, as quais são conduzidas pelos próprios estudantes. Fora destas visitas, só membros da faculdade ou convidados podem visitar o edifício.

## Património Mundial da Humanidade
O Castelo de Durham foi designado pela UNESCO, em 1986, como Património Mundial da Humanidade, juntamente com a Catedral de Durham, situada a pouca distância, do outro lado do Palace Green, o nome pelo qual é conhecido um espaço relvado entre os dois edifícios. A seguinte citação foi retirada da proposta feita pelo governo britânico  para a nomeação na Lista do Património Mundial:
Poucos edifícios na Inglaterra podem exibir uma longa história de ocupação contínua como o Castelo de Durham. Fundado pouco depois da Conquista Normanda, o Castelo tem sido reconstruído, ampliado e adaptado à mudança das circunstâncias e usos ao longo de um período de 900 anos.